# Todd May
Todd May (* 13. Mai 1955 in New York City) ist ein US-amerikanischer Autor und Philosoph.

## Leben
Todd May ist seit den 1960er Jahren politisch aktiv und wurde durch die Hoffnung dieser Zeit inspiriert. In den 1980er Jahren engagierte er sich in der Anti-Atom-Bewegung und arbeitete seitdem für LGBT-Rechte, Antirassismus und für die Rechte der Palästinenser.
Todd May schloss sein Studium 1989 an der Pennsylvania State University ab und ist seit 1991 Professor für Philosophie an der Clemson University in South Carolina. Er beschäftigt sich dort insbesondere mit zeitgenössischer Kontinentalphilosophie.

## Denken
Todd May zählt Abbie Hoffman, Nelson Mandela, Martin Luther King, Saul Alinsky, Rosa Parks und Noam Chomsky zu den Autoren, die ihn beeinflusst haben. May gilt mit Saul Newman als wichtige Figur im englischsprachigen postanarchistischen Diskurs und hat mit seinem Buch The Political Philosophy of Poststructuralist Anarchism (1994) erstmals poststrukturalistische und anarchistische Theorie verbunden. Neuere Werke beschäftigen sich mit Gilles Deleuze und Michel Foucault.